# 紐西蘭桂
紐西蘭桂是一種常青樹，原生於紐西蘭的森林中。

## 分布范围
新西兰桂生长于新西兰整个北岛和南岛北部尼尔森地区的低洼潮湿森林或沼泽地带。

## 形态特征和生长环境
新西兰桂是一种十字花科月桂，也叫普卡捷，原产于新西兰森林中，是木通科中的一个种，为月桂林生态区的典型代表。
新西兰桂是一种大型常绿树种，有锯齿状的、带有光泽的绿色叶，叶表面有稀疏的毛发，叶长4-8厘米，宽2.5-5厘米，呈椭圆形到椭圆倒卵形，成对地长于小枝上，小枝呈方形，树皮色苍白。开小花，花红色，花小时侯带绿色。
新西兰桂被称为在森林的沼泽地生长的“巨人塔”，成年树可高达35米，树干直径达2米以上。经年累月的老树能长出大而窄的墙形扶壁，以使植物自身得以在潮湿的土壤里支撑起其巨大的形体而不至于生长歪曲。
在极其潮湿的生长环境下，新西兰桂根部甚至会长出小型呼吸管状结构的气孔，使其呼吸作用得以正常进行。
新西兰桂生长缓慢，即使在新西兰，在花园里种植时也极少有能够长到树干直径1米以上者，且几乎不可能生长到它在森林中生长时所能达到的正常大小。
新西兰桂每年大约可以长高30至60厘米，直径每年可扩张4至9毫米。

## 生殖特性
新西兰桂的开花期为每年的10-12月，花的直径达4-7毫米；花被片（萼片与花瓣无法区分）：5-12片，绿色；雌雄同株；雄蕊6-12个；果实长在花瓣的下面；结果期为每年的10月至次年的一月，果实干燥并被长毛所覆盖。

## 主要价值
新西兰桂的树皮含有Pukateine,这是一种与吗啡有关的生物碱，其化学结构式与吗啡类似。1910年，新西兰农业部化学家伯纳德·阿斯顿首次将其分离出来。
毛利人用其树皮制作汤剂来治疗溃疡性头皮湿疹，口服可治牙痛。
用羊和老鼠实验的结果表明，其树皮和干树枝有可能对动物体产生危害的毒性。
新西兰桂木材的材质很轻，在普卡特岛，其原木常被用于制作独木舟，或被用于雕刻。毛利人用其制成碗、棍棒和桨等。由于新西兰桂木材耐海水腐蚀的特性，早期欧洲人用其建造船只和挡风板或码头。

## 木材特性
新西兰桂木材的气干密度为每立方厘米0.465-0.5克；树心吸水率为130%-156%；横向缩水率4.7%-6.5%甚至高达12%，纵向缩水率2.2%；横向抗压度为89MPa，纵向抗压度为11GPa。树心呈灰褐色，通常夹杂着些许线状的绿色，其他部位呈褐白色。木材易被干燥，类似于软木的特性之一。